# کاسپار ممرینگ
کاسپار ممرینگ (به آلمانی: Caspar Memering) بازیکن فوتبال و هافبک اهل آلمان است که از سال ۱۹۷۹ میلادی عضو تیم ملی فوتبال آلمان بوده‌است. وی در ۳ بازی ملی حضور داشته است و آخرین بازی ملی خود را در سال ۱۹۸۰ میلادی انجام داد. کاسپار ممرینگ در بازی‌های ملی‌اش گلی به ثمر نرساند.